# Liliana Cavani
Liliana Cavani (Carpi, 1933. január 12. –) olasz filmrendezőnő, forgatókönyvíró. Az 1960-as évek végétől készít mozifilmeket.

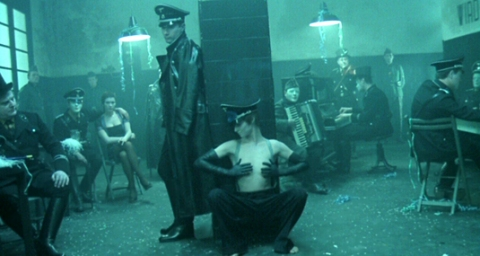
Jelenet Az éjszakai portás című filmből

## Dokumentarista kezdetek
Liliana Cavani irodalom szakon végezte el a Bolognai Egyetemet, továbbá rendezői diplomát szerzett a római Centro Sperimentale di Cinematografián. Először a RAI televízió számára kezdett dolgozni: első munkáit még főiskolásként készítette. Provokatív témaválasztásainak köszönhetően hamar felfigyeltek rá. Különösen nagy figyelmet keltett a Storia del III Reich (1962)című négyórás dokumentumfilmje a Harmadik Birodalomról, illetve az ellenállási mozgalomban részt vett nőkről forgatott La Donna della Resistenza (1963). Első fikciós filmjét ugyancsak a televízió számára készítette Francesco d'Assisi (1966) címmel. A mű bizonyos értelemben Pier Paolo Pasolini Máté evangéliuma (1964) című alkotásával állítható párhuzamba. Pasolini Jézus alakjában az örök forradalmárt kívánta megörökíteni, Cavani pedig Assisi Szent Ferenc személyében az örök lázadó portréját rajzolta meg. Műve az 1960-as évek végén fellángolt diákmozgalmak egyfajta mozgóképes előfutárának tekinthető.

## Játékfilmek
Cavani első mozifilmje eredetileg szintén tévéfilmnek készült, de aztán végül a filmszínházak műsorára került. Az olasz–bolgár koprodukcióban forgatott Galilei témája a haladás képviselőjének szembekerülése a konzervatív hatalommal. Ugyancsak Pasolini hatása mutatható ki a Kannibálok (1970) című filmjében: ugyanolyan szabadon kezeli, modernizálja az antik mítoszt, jelen esetben Antigoné történetét, ahogyan Pasolini bánt Oidipusz, illetve Médeia mítoszával. Érdekes a szereposztás is: a korszak kedvelt intellektuális színésze, Pierre Clémenti mellett a nem igazán művészi kvalitásai miatt közismert Britt Ekland játszott főszerepet. A tibeti jógiról, Milarepáról készült alkotása főszerepére Balázsovits Lajost kérte fel. A Milarepa (1974) című film azonban hamar feledésbe merült az újabb Cavani-opuszt, Az éjszakai portást (1974) kísérő botrányok árnyékában. A Dirk Bogarde és Charlotte Rampling főszereplésével készült dráma női főszereplője, egy koncentrációs tábor túlélője újrakezdi szado-mazochista kapcsolatát egykori fogvatartójával. Cavanit a film miatt megvádolták azzal, hogy nem tesz különbséget hóhér és áldozat között, de a történelmi motívumoktól függetlenül kritizálták a női szereplő miatt is, aki – a bírálók szerint – szinte örömét leli a megalázó kapcsolatban.
Friedrich Nietzsche életének motívumai alapján készült „társadalmi pszichodráma” volt a Túl jón és rosszon (1977). A főszerepeket Robert Powell, Erland Josephson, Dominique Sanda és Virna Lisi játszották. A szintén nagy nemzetközi visszhangot kiváltott A bőr Curzio Malaparte regénye alapján készült. A film azt a sokkot próbálta ábrázolni, melyet a fasizmus alól felszabadult olasz nép élt át az amerikai csapatok bevonulásával. Nagy bukás volt viszont Az ajtó mögött (1982) című film, akárcsak a Tiltott szenvedélyek (1985), mely a nácizmus erkölcsromboló hatását kívánta bemutatni egy különös szerelmi háromszög keretében. Izgalmas ötletnek tűnt bő 20 év után újabb mozifilmes feldolgozást készíteni Assisi Szent Ferenc életéről, de a Francesco (1989) nem aratott jelentősebb sikert. Mickey Rourke a címszerepben tökéletes szereposztási melléfogásnak bizonyult, Cavani szerint viszont az amerikai sztár a lehető legjobb választás volt. Csak szűk körű érdeklődést keltett a hátrányos helyzetűekről szóló Hol vagytok? Én itt vagyok (1993) című rendezése. A téma ismét a konfrontáció volt: itt a süketnéma főszereplők kerültek szembe környezetük érdektelenségével. A '90-es években Cavani főleg operákat rendezett a televízió számára, illetve színházban dolgozott. Némi meglepetést okozott, hogy őt kérték fel A tehetséges Mr. Ripley (1999) című sikeres amerikai film folytatásának elkészítésére. A Ripley és a maffiózók (2002) tulajdonképpen Wim Wenders Az amerikai barát (1977) című klasszikusának remake-je volt. Cavani változatát több országban be sem mutatták a mozik, csak DVD-n jelent meg (például Magyarországon is), noha szépen fényképezett, színvonalasan elkészített műről van szó. Cavani legújabb alkotása Albert Einstein és felesége, Mileva Marić kapcsolatáról szól. A férfi főszerepet Vincenzo Amato játssza. A filmet 2008 októberében az olasz állami televízió mutatta be két részben.

## Ismertebb filmjei
- 1961 Incontro notturno (tévéfilm)
- 1962 L’evento (tévéfilm)
- 1962 Storia del III Reich (tévéfilm)
- 1963 La donna della Resistenza (tévéfilm)
- 1965 Primo Piano: Philippe Pétain: Processo a Vichy  (tévéfilm)
- 1966 Francesco d’Assisi (tévéfilm)
- 1969 Galileo Galilei (Galileo)
- 1970 Kannibálok (I cannibali)
- 1972 L’ospite
- 1974 Milarepa
- 1974 Az éjszakai portás (Il portiere di notte)
- 1977 Túl jón és rosszon (Al di là del bene e del male)
- 1981 A bőr (La pelle)
- 1982 Az ajtó mögött (Oltre la porta)
- 1985 Tiltott szenvedélyek (Interno berlinese / Tiltott szenvedélyek / The Berlin Affair)
- 1989 Francesco / Assisi Szent Ferenc
- 1992 La traviata (tévéfilm)
- 1993 Hol vagytok? Én itt vagyok (Dove siete? Io sono qui)
- 1996 Cavalleria rusticana (tévéfilm)
- 1998 Manon Lescaut (tévéfilm)
- 2002 Ripley és a maffiózók (Il gioco di Ripley)
- 2005 De Gasperi, a remény embere (De Gasperi, l’uomo della speranza), tévéfilm
- 2008 Einstein (tévéfilm)

## Díjak és jelölések

### Arany Medve díj
- 1986 jelölés Tiltott szenvedélyek

### Arany Pálma-díj
- 1974 jelölés Milarepa
- 1981 jelölés A bőr
- 1989 jelölés Francesco

### San Marco oroszlánja-díj
- 1965 díj Primo Piano: Philippe Pétain processo a Vichy, legjobb televíziós dokumentumfilm